# Ritual (album Soulfly)
Ritual – jedenasty album studyjny zespołu muzycznego Soulfly, wydany 19 października 2018 nakładem wytwórni muzycznej Nuclear Blast.
Album został zarejestrowany w Hybrid Studios w Santa Ana (Kalifornia). Mastering wykonano w Euphonic Masters w Memphis (Tennessee).

## Lista utworów
Opracowano na podstawie materiału źródłowego.
| Edycja podstawowa | Edycja podstawowa                       | Edycja podstawowa |
| Nr                | Tytuł utworu                            | Długość           |
| ----------------- | --------------------------------------- | ----------------- |
| 1.                | „Ritual” (gościnnie: Randy Blythe)      | 4:55              |
| 2.                | „Dead Behind the Eyes”                  | 5:17              |
| 3.                | „The Summoning”                         | 4:15              |
| 4.                | „Evil Empowered”                        | 3:33              |
| 5.                | „Under Rapture” (gościnnie: Ross Dolan) | 5:42              |
| 6.                | „Demonized”                             | 4:42              |
| 7.                | „Blood on the Street”                   | 4:32              |
| 8.                | „Bite the Bullets”                      | 3:52              |
| 9.                | „Feedback!”                             | 3:00              |
| 10.               | „Soulfly XI”                            | 3:26              |
|                   |                                         | 43:14             |

## Twórcy
Opracowano na podstawie materiału źródłowego.
| Zespół - Max Cavalera – wokal prowadzący, gitara rytmiczna, gitara basowa, sitar - Marc Rizzo – gitara prowadząca, gitara flamenco - Zyon Cavalera – perkusja - Mike Leon – gitara basowa, wokal wspierający Muzycy goscinni - Randy Blythe – śpiew w utworze "Ritual" - Travis Stone, Gary Elthe – dodatkowy śpiew w utworze "Ritual" - Elizabeth Mictian – perkusja w utworze "Dead Behind the Eyes" - Ross Dolan – śpiew w utworze "Under Rapture" - Chase Numkena, Josh Lomatewaima, Ron Taho – dodatkowy śpiew w utworze "Blood on the Street" - Igor Cavalera – dodatkowy śpiew w utworze "Feedback!" - Gary Elthe – flet w utworze "Blood on the Street" - Mark Damon – saksofon w utworze "Soulfly XI" | Personel techniczny - Josh Wilbur – produkcja muzyczna, inżynier dźwięku, miksowanie - Nick Rowe – inżynier dźwięku, programowanie - Josh Brooks – inżynier dźwięku w utworze „Evil Empowered” - Kyle McAulay, Lana Migliore – asystenci inżyniera dźwięku - Jeff Sinclair – asystent inżyniera dźwięku w utworze "Dead Behind the Eyes" - Brad Blackwoodf – mastering - Monte Conner – A&R - Eliran Kantor – projekt okładki - Leo Zulueta – oprawa graficzna, logo Soulfly - Marcelo Vasco – projekt wkładki, ilustracje - Kyle McAulay, Lana Migliore – asystenci inżyniera dźwięku - Jeff Sinclair – asystent inżyniera dźwięku w utworze "Dead Behind the Eyes" - Glen La Ferman – fotografie - Gloria Cavalera – menedżment |